# Université Blaise-Pascal
Université Blaise-Pascal (Université de Clermont-Ferrand II) – jeden z dwóch uniwersytetów w Clermont-Ferrand, na którym studiuje 15,7 tys. studentów (2004).
Pierwsza szkoła wyższa istniała między XII a XIV wiekiem w Billom, niedaleko Clermont. W XVI wieku biskup Clermont założył uniwersytet w Issoire, ale po protestach uniwersytetu paryskiego został on zamknięty w 1520. Dopiero w 1681 król zezwolił na otwarcie w Clermont szkoły medycznej. W 1808 otwarto wydział filozoficzny, zawieszony jednak w okresie Restauracji.
Podczas II wojny światowej uniwersytet w Clermont-Ferrand przyjął profesorów i studentów z uniwersytetu w Strasburgu, okupowanego wówczas przez III Rzeszę. 25 listopada 1943 budynki uniwersyteckie otoczyło gestapo, poszukując uciekinierów z Alzacji i Lotaryngii. W czasie aresztowania około 50 osób, zginął jeden z profesorów.
Wprowadzona po 1968 reforma uniwersytetów doprowadziła do sporów w miejscowym środowisku akademickim. W 1976 nastąpił podział na dwa uniwersytety: Clermont-Ferrand I, który zachował wydziały prawa, ekonomii i medycyny, a także jeden instytut technologiczny oraz Clermont-Ferrand II, który przejął wydziały filozoficzny, nauk społecznych, nauk ścisłych i nauk o Ziemi. Ten drugi przyjął imię związanego z miastem uczonego Blaise’a Pascala.
Uczelnia połączyła się z Université d’Auvergne w 2017 roku, tworząc Université Clermont-Auvergne.

## Struktura
Obecnie w skład uniwersytetu wchodzi 5 wydziałów, 3 szkoły inżynierów i 7 instytutów.
- UFR Lettres, Langues et Sciences Humaines (filozofia, filologia)
- UFR Sciences et Technologies (nauki ścisłe)
- UFR Psychologie, Sciences Sociales et Sciences de l'éducation (nauki społeczne)
- UFR Langues Appliquées, Commerce et Communication (filologia stosowana, handel)
- UFR Sciences et Techniques des Activités Physiques et Sportives (wychowanie fizyczne)
- Institut des Sciences de l'Ingénieur
- Institut Supérieur d'Informatique, de Modélisation et de leurs Applications
- École Nationale Supérieure de Chimie de Clermont-Ferrand
- 5 IUP (Instituts Universitaires Professionalisés)
- 1 IUT (Institut Universitaire de Technologie)
- L’Observatoire de Physique du Globe